# Hamilton Green
Hamilton Green (ur. 9 listopada 1934 w Georgetown) – gujański polityk. Od 6 sierpnia 1985 roku do 9 października 1992 pełnił funkcję premiera tego kraju.